# Strigota perplexa
Strigota perplexa är en skalbaggsart som beskrevs av Thomas Casey 1910. Strigota perplexa ingår i släktet Strigota och familjen kortvingar. Inga underarter finns listade i Catalogue of Life.